# Vilém Dušan Lambl

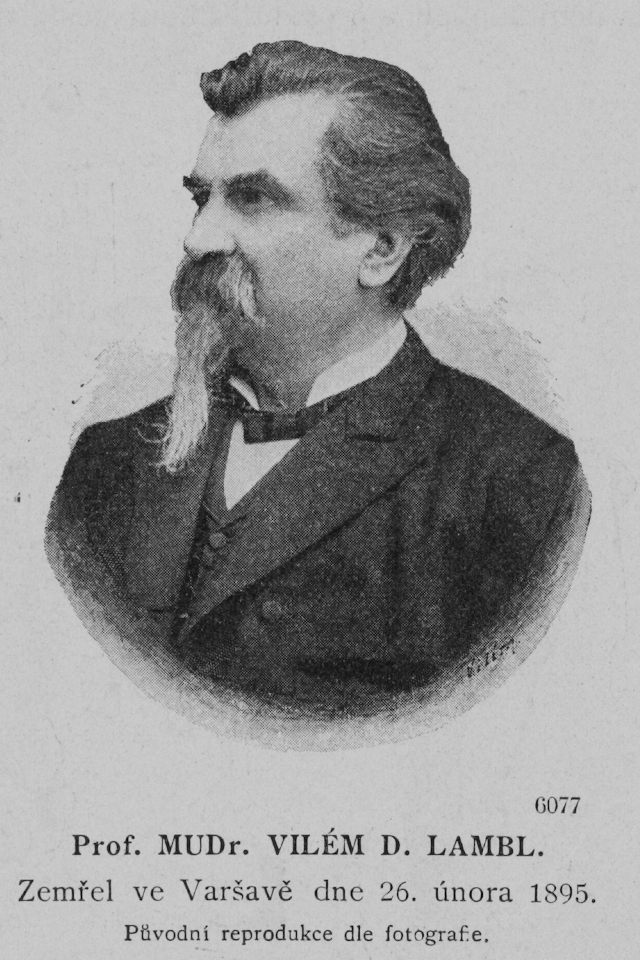
Vilém Dušan Lambl (1895)

Vilém Dušan Lambl (* 5. Dezember 1824 in Letiny, Böhmen; † 12. Februar 1895 in Warschau) war böhmischer Arzt. Nach ihm und Alfred Mathieu Giard ist Giardia lamblia, der Erreger der Lambliasis, benannt.

## Leben
Lambl promovierte in Prag zum Doktor der Medizin. Von 1848 bis 1854 bereiste er den Balkan und beschäftigte sich vorwiegend mit slawischen Sprachen. Anschließend war er am Kinderhospital in Prag tätig sowie von 1856 bis 1860 Privat-Dozent an der Universität Prag, bis er 1860 eine Berufung an den Lehrstuhl für physiologische Anatomie der Universität Charkow (Ukraine, damals Russisches Kaiserreich) bekam. Im Jahre 1871 wurde er Professor für klinische Therapie an der Universität Warschau, die damals zum Russischen Kaiserreich gehörte.